# Nova Peris
Nova Maree Peris-Kneebone (Darwin, 25 febbraio 1971) è un'ex hockeista su prato, ex velocista e politica australiana.

## Biografia

### Carriera sportiva
Ha vinto una medaglia d'oro olimpica nell'hockey su prato femminile ai Giochi olimpici di Atlanta 1996. In quell'occasione è stata la prima aborigena australiana a vincere una medaglia d'oro olimpica.
Inoltre con la sua nazionale ha vinto altri trofei tra cui un campionato mondiale (1994) e due Champions Trophy (1993 e 1995).

### Carriera politica
Per quanto riguarda la sua carriera politica, dal settembre 2013 è membro del Senato australiano in rappresentanza del Territorio del Nord. È esponente del Partito Laburista Australiano.